# Isabel, Princesa Imperial do Brasil
Isabel do Brasil (Rio de Janeiro, 29 de julho de 1846 – Eu, 14 de novembro de 1921), cognominada "a Redentora", foi a Princesa Imperial e herdeira presuntiva ao trono do Império do Brasil, que serviu como regente do Império em três ocasiões diferentes — numa delas, assinou a Lei Áurea, que declarou extinta a escravidão no Brasil. Era a filha mais velha do imperador D. Pedro II e da imperatriz D. Teresa Cristina, que após a morte de seus dois irmãos homens na infância, foi reconhecida como herdeira presuntiva de seu pai. O fato de ser mulher, seu forte catolicismo e casamento com um príncipe estrangeiro foram vistos como impedimentos contra ela, juntamente com a emancipação dos escravos, que gerou descontentamento entre ricos fazendeiros.
A princesa serviu três vezes como regente do império enquanto seu pai viajava pelo exterior. Isabel promoveu a abolição da escravidão durante sua terceira e última regência e acabou assinando a Lei Áurea em 1888. Apesar da ação ter se mostrado amplamente popular, houve forte oposição contra sua sucessão ao trono. A própria personalidade de Isabel a distanciou da política e de quaisquer confrontos com seu pai, ficando satisfeita com uma vida calma e doméstica. Casou-se em 1864 com o príncipe francês Gastão de Orléans, Conde d'Eu, com quem teve quatro filhos: Luiza Vitória, Pedro de Alcântara, Luiz e Antonio.
A monarquia brasileira foi abolida em 1889 e ela e sua família foram exilados por um golpe militar. Após a morte de seu pai em 1891 (dois anos após a proclamação da República) Isabel foi reconhecida pelos monarquistas brasileiros como a pretendente ao extinto trono do Brasil até sua morte em 1921 (período correspondente aproximadamente às três primeiras décadas da República Velha, do Governo Floriano Peixoto ao Governo Epitácio Pessoa). Isabel passou seus últimos trinta anos de vida vivendo calmamente na França.

## Início de vida

### Nascimento

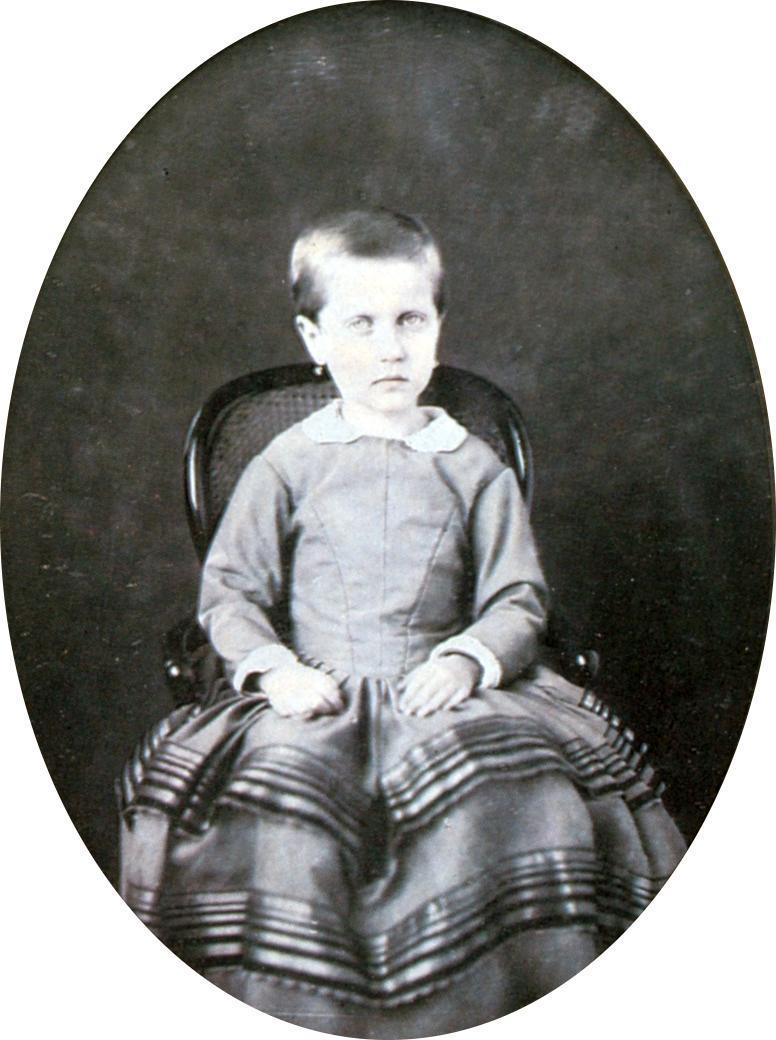
Isabel c. 1851. Esta provavelmente é a primeira fotografia da princesa.

Isabel nasceu às 06h25min do dia 29 de julho de 1846 no Palácio de São Cristóvão, Rio de Janeiro, Império do Brasil. Era a segunda filha, a primeira menina, do imperador D. Pedro II e sua esposa a imperatriz D. Teresa Cristina das Duas Sicílias. Ela foi batizada em 15 de novembro de 1846 durante uma elaborada cerimônia na Igreja de Nossa Senhora da Glória do Outeiro. Seus padrinhos foram seu tio paterno o rei D. Fernando II de Portugal e sua avó materna a infanta Maria Isabel da Espanha. Ela foi oficialmente batizada como "Isabel Cristina Leopoldina Augusta Micaela Gabriela Rafaela Gonzaga", Seus nomes são parte de tradição familiar, Micaela, Gabriela e Rafaela são os três Arcanjos Miguel, Gabriel e Rafael; Isabel e Cristina sendo dados em homenagem a sua avó materna e sua mãe, respectivamente.
Através de seu pai ela pertencia ao ramo brasileiro da Casa de Bragança, sendo referida desde seu nascimento com o prefixo honorífico de "Dona". Isabel era neta do imperador D. Pedro I do Brasil (que também brevemente reinou Portugal e Algarves em 1836 como rei Pedro IV) e sobrinha da rainha D. Maria II de Portugal, esposa de Fernando II. Por sua mãe também era neta do rei Francisco I das Duas Sicílias e sobrinha do rei Fernando II das Duas Sicílias.
Ao nascer, a princesa tinha um irmão mais velho chamado D. Afonso Pedro, que era o herdeiro aparente do trono brasileiro. Seguiram-se outros dois irmãos: D. Leopoldina em 1847 e D. Pedro Afonso em 1848. A morte de Afonso Pedro em 1847 com apenas dois anos e meio fez com que Isabel se tornasse a herdeira presuntiva de seu pai. Ela brevemente perdeu o posto com o nascimento de Pedro Afonso. A morte deste em 1850 deixou Isabel definitivamente como a herdeira do imperador e lhe fez receber o título de Princesa Imperial, o título normalmente dado para o primeiro na linha de sucessão. O início de vida de Isabel foi um período de paz e prosperidade no Brasil. Seus pais lhe deram um crescimento feliz e saudável. Ela e Leopoldina "cresceram em um ambiente seguro e estável dramaticamente diferente daquele que seu pai e tias tinham conhecido, e anos-luz longe do caos da infância de Pedro I".

### Herdeira

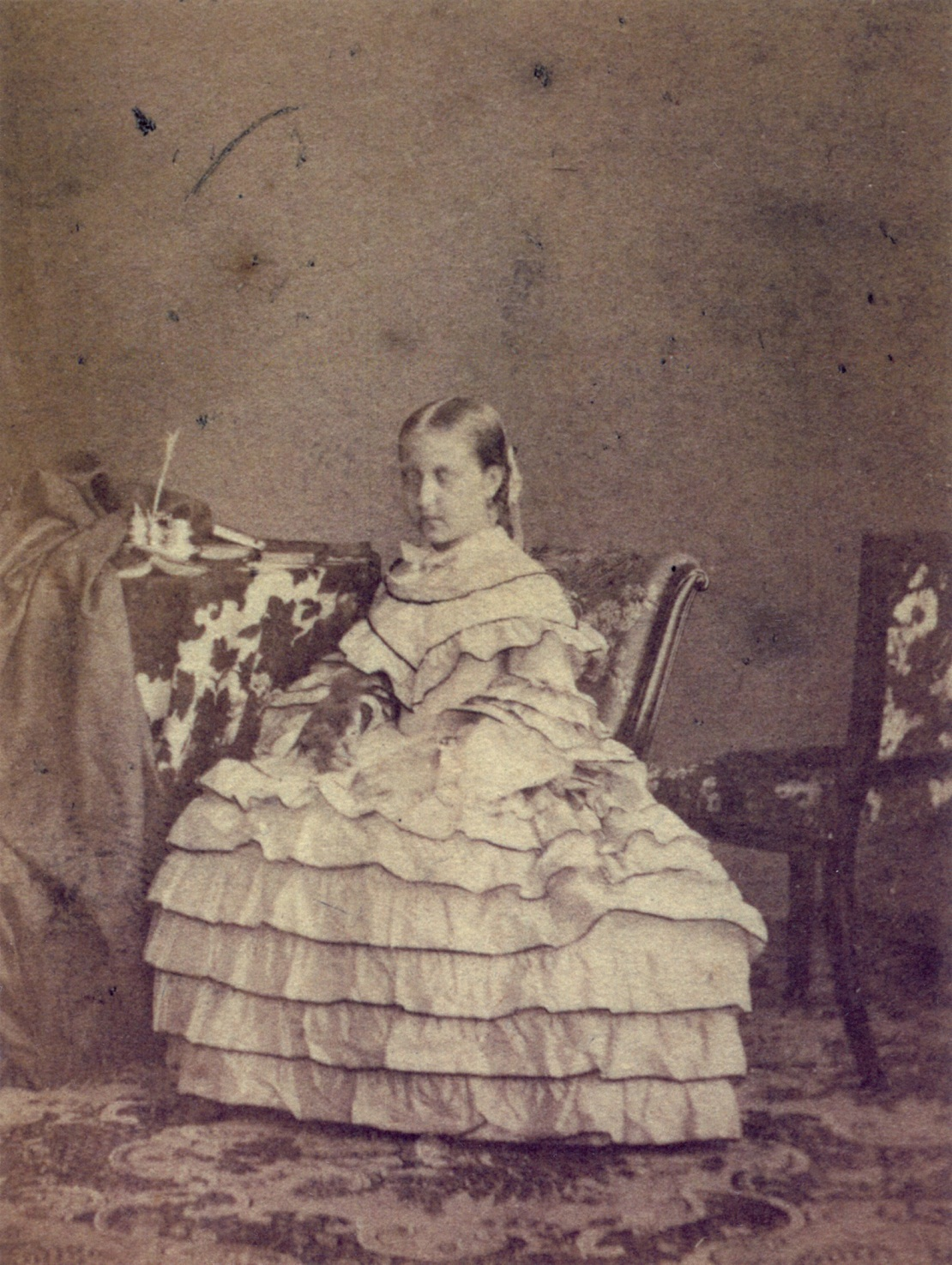
Isabel em 1858

A morte de ambos os seus filhos homens em uma idade tão jovem teve um enorme impacto em Pedro. Além de sua dor pessoal, a perda dos filhos afetou sua conduta como monarca e acabaria por décadas depois afetar o destino do Brasil. A morte dos filhos parecia aos olhos do imperador prever o eventual fim do sistema imperial. O futuro da monarquia como instituição não mais o preocupava, com ele cada vez mais durante o restante da vida vendo sua posição como nada além do que um Chefe de Estado.
As palavras de Pedro revelavam sua convicção interna. Ele escreveu ao saber sobre a morte de seu filho Pedro Afonso: "Este tem sido o golpe mais fatal que eu poderia receber, e certamente eu não teria sobrevivido não fosse que ainda tenho uma esposa e duas crianças quem eu preciso educar para que elas possam garantir a felicidade do país em que nasceram". Sete anos depois em 1857, quando estava mais do que claro que ele e Teresa Cristina não teriam mais filhos, o imperador escreveu: "Quanto à educação só direi que o caráter de quaisquer das princesas deve ser formado tal como convém a senhoras que talvez poderão ter que dirigir o governo constitucional de um império como o Brasil".
Apesar de legalmente Pedro ainda ter uma sucessora em Isabel, a sociedade da época dominada por homens lhe deixou com poucas esperanças de que uma mulher pudesse governar o país. Ele gostava e era respeitoso com as mulheres de sua vida, porém não considerava possível que a filha conseguisse sobreviver como monarca dadas as realidades políticas. Para o historiador Roderick J. Barman, o imperador "não conseguia conceber mulheres, suas filhas inclusas, tendo qualquer papel no governo [...] Consequentemente, apesar de valorizar D. Isabel como sua filha, ele simplesmente não podia aceitar ou vê-la em fria realidade como sua sucessora ou como um governante viável". A principal razão disso era a atitude com o gênero feminino. "Pedro II acreditava, como a maioria dos homens de seu tempo", escreveu Barman, "que uma única mulher não poderia lidar com os problemas de vida por conta própria, mesmo que ela possuísse os poderes e autoridade de uma imperatriz".

### Educação
Isabel começou sua educação em 1 de maio de 1854 quando foi ensinada a ler e escrever em português por um professor homem, que também era um republicano confesso. As tradições da corte portuguesa e depois brasileira exigiam que o herdeiro do trono tivesse um aio (supervisor, tutor ou governante) que ficaria encarregado da educação a partir dos sete anos de idade. Luísa Margarida de Barros, Condessa de Barral, filha de um nobre brasileiro e esposa de um nobre francês, foi eventualmente escolhida por Pedro depois de uma longa procura. Ela oficialmente assumiu sua posição em 9 de setembro de 1856, quando Isabel tinha dez anos de idade. Barral tinha então quarenta anos de idade e era uma mulher charmosa e vivaz que logo conquistou o coração da princesa, tornando-se uma espécie de modelo para a jovem menina.
Nas palavras do próprio Pedro, a educação de suas duas filhas "não deve diferir da que se dá aos homens, combinada com [o que convém] a do outro sexo: mas de modo que não sofra a primeira". Ele "deu às filhas uma educação ampla, democrática e rigorosa, através tanto do currículo quanto dos professores que o ensinavam". Isabel e Leopoldina estudavam por mais de nove horas e meia por dia e durante seis dias por semana. Os assuntos estudados incluíam literaturas portuguesa e francesa, astronomia, química, a história de Portugal, Inglaterra e França, desenho, dança, piano, economia política, geografia, geologia e a história da filosofia. Quando adulta, além de seu nativo português, Isabel também era fluente em francês, inglês e alemão.

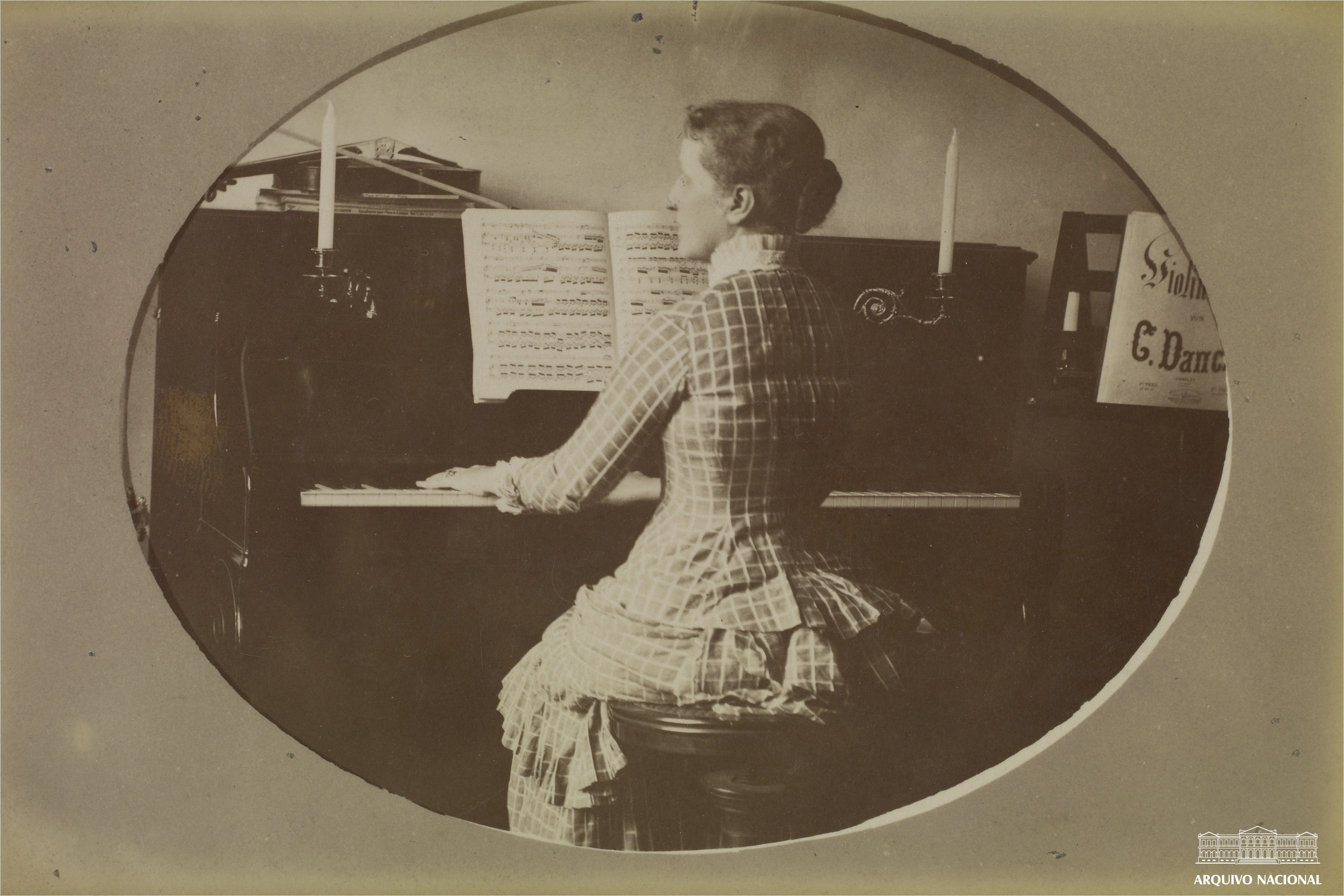
Princesa Isabel tocando piano.

Dentre seus professores estavam alguns que tinham ensinado seu pai quando criança, além do próprio Pedro, que dava aulas de latim, geometria e astronomia. Entretanto, a educação dada a Isabel mostrou-se deficiente. Tudo que ela assimilava eram ideias abstratas que não lhe ensinaram "como integrá-las com a aplicação prática". Seus professores e parentes não a prepararam para governar o Brasil ou entender suas questões sociais e políticas. Um modo de prepará-la para seu futuro papel de imperatriz "teria dado a ela desde cedo a experiência pessoal das tarefas que enfrentaria e relacioná-las com o que ela estava aprendendo na sala de aula". Isso não ocorreu e Pedro "não lhe mostrava documentos de estado. Ele não discutia política com ela. Ele não a levava consigo em suas constantes visitas aos escritórios governamentais. Ele não a incluiu no despacho, as reuniões semanais com membros do gabinete, nem permitiu que ela comparecesse a audiências públicas que ocorriam duas vezes por semana". Isabel podia ser oficialmente a herdeira do trono, "porém por seu tratamento com ela, Pedro II lhe tirou a honra de qualquer significado".

## Crescimento

### Vida doméstica
O comportamento de Pedro como pai era completamente diferente de seu como imperador. Um "homem notável por seu autocontrole, estava no seu mais carinhoso e mais extrovertido com as crianças, acima de tudo suas filhas". Isabel e Leopoldina, "que amo extremosamente" como ele escreveu em 1861 em seu diário, tanto o amavam quanto o admiravam. O imperador "era um pai rígido que exigia obediência", porém ao mesmo tempo era bondoso e preocupado com as filhas. Entretanto, ele "achava difícil senão impossível" desenvolver alguma intimidade com Isabel ou "com qualquer outro membro de sua família".

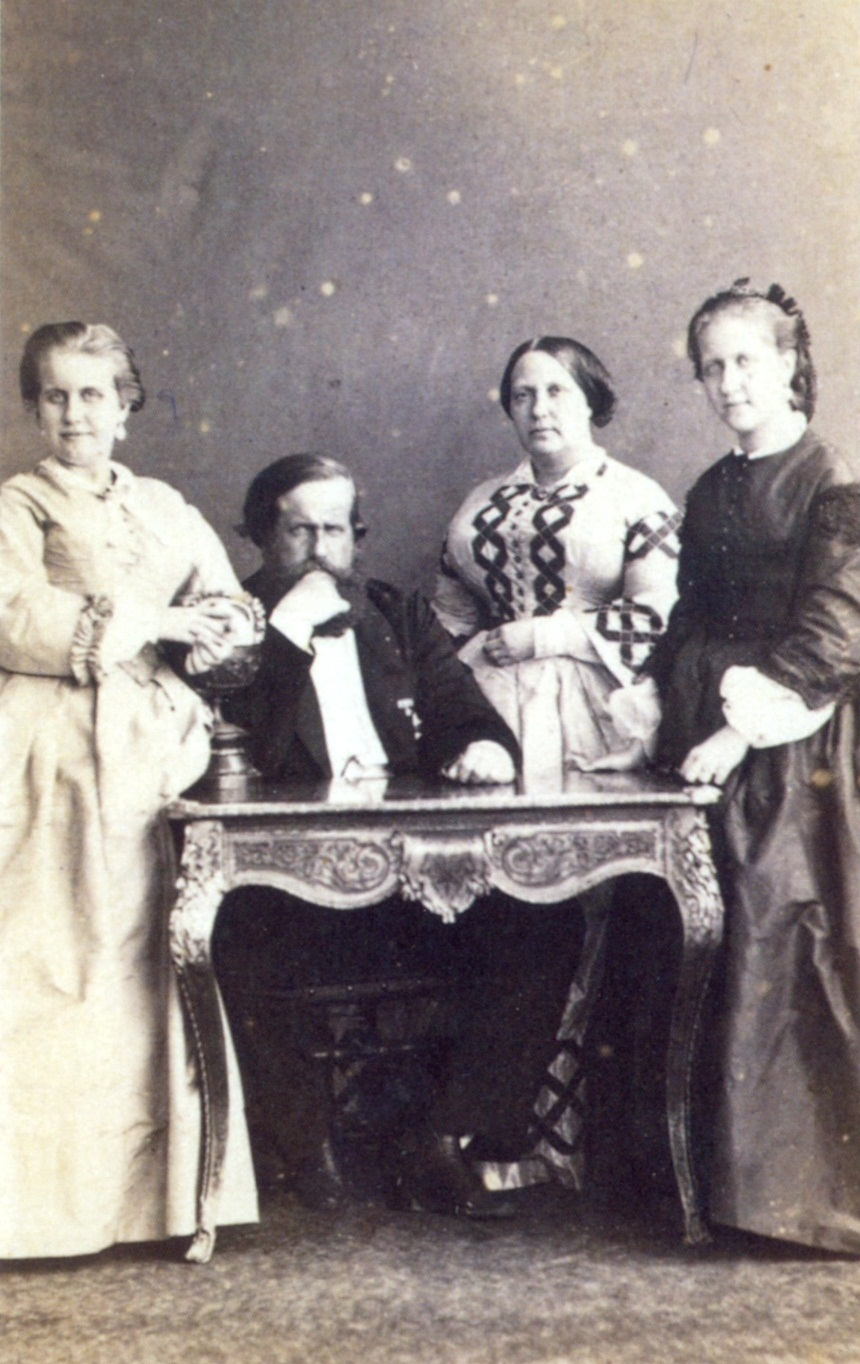
Leopoldina, Pedro, Teresa Cristina e Isabel c. 1863.

Isabel, durante seu crescimento, "assimilou de seus professores a obediência às regras tradicionais. Ela aceitava que as mulheres fossem dependentes e obedientes, e de fato o comportamento de sua mãe e de sua governanta não indicavam o contrário". Ela "não era desprovida de poder de observação e certa perspicácia, mas aceitava bem a vida como ela era e certamente não era dada a questionar a justificativa da ordem estabelecida". Tudo isso significou que a princesa não tentaria "uma posição na vida que fosse independente da de seu pai".
Tudo isso ocorreu porque Isabel "estava em fundamental desvantagem em relação ao pai. Ela tinha uma personalidade forte, mas não podia tirar proveito disso. Quando criança ela não compartilhava a seriedade de D. Pedro II, sua perseverança ou seu interesse pelo mundo. O advento da adolescência não melhorou a situação". Faltava-lhe introspecção e ela tinha uma "tendência para adotar uma visão alegre da vida". Além disso, a princesa "não possuía naturalmente muita paciência ou notáveis poderes de tolerância. Ela ia de um assunto de interesse para outro enquanto cada um chamava sua atenção. Ela não tinha medo de falar o que pensava, e mantinha opiniões fortes. Entretanto, quando encontrava algo que não gostava, tinha dificuldades de se focar e organizar sua resistência para que sua visão prevalecesse. Ela tinha a tendência de incendiar-se e, em seguida, submeter ou perder o interesse".
Teresa Cristina "vivia para sua família e encontrava realização ao fazer seu esposo e filhas felizes". A imperatriz "criou para sua família uma vida caseira que era protegida, segura e previsível". Isabel e Leopoldina "amavam sua mãe gentil e idolatravam seu pai exigente mas emocionalmente distante". De ambos os pais ela herdou a falta do racismo. Pedro se cercava com homens "independentemente da sua raça". O historiador James McMurtry Longo afirmou que "a estudante, filha e herdeira de seu pai a Princesa Isabel seguiu seu exemplo. Raça nunca teve um papel em sua vida social, relações políticas, alianças ou desacordos", concluindo "que talvez tenha sido a mais importante lição que ela aprendeu dele".
A família imperial vivia no Palácio de São Cristóvão, porém durante o verão entre dezembro e abril eles iam para o Palácio Imperial na cidade de Petrópolis. Isabel vivia uma vida quase completamente reclusa em relação ao mundo, longe dos olhos dos brasileiros. Ela e sua irmã tiveram poucas amigas. Três delas que acabariam se tornando amizades duradouras foram Maria Ribeiro de Avelar (cuja mãe era uma amiga de infância das irmãs do imperador), Maria Amanda de Paranaguá (filha de João Lustosa da Cunha Paranaguá, Presidente do Conselho de Ministros e depois Marquês de Paranaguá) e Adelaide Taunay (filha de Félix Émile Taunay, antigo professor de Pedro, e irmã de Alfredo d'Escragnolle Taunay). A única criança menino que fazia parte do grupo todo feminino da princesa era Horace Dominique, o único filho de Barral, que era considerado por Isabel e Leopoldina como "o irmão caçula que elas nunca tiveram".

### Casamento

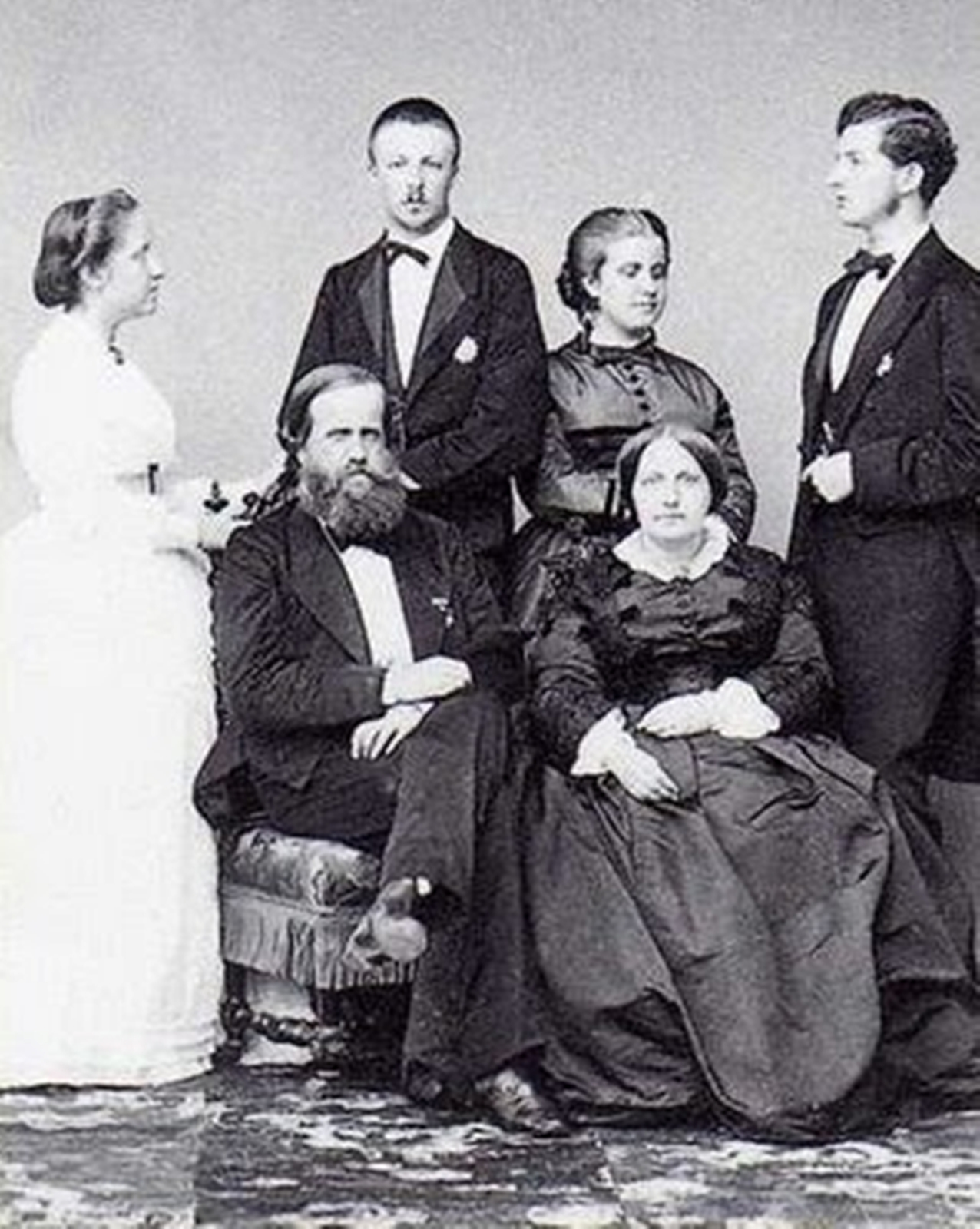
Chegada dos maridos das princesas ao Brasil (a partir da esquerda: Princesa Imperial, Dona Isabel, Imperador Dom Pedro II, Príncipe Gastão d'Orléans, Conde d'Eu, Imperatriz Dona Teresa Cristina, Princesa Dona Leopoldia, Príncipe Luís Augusto de Saxe-Coburgo-Kohary, Duque de Saxe).

Seu pai começou a procurar um marido para ela e Leopoldina, quando Isabel tinha apenas 9 anos de idade. Os candidatos às mãos das princesas tinham que ser os melhores. A imperatriz-viúva D. Amélia, na Europa, com o Almanaque de Gotha decorado, sabia quem descendia de quem e insistia que determinadas alianças seriam de grande ajuda ao enteado. O primeiro pretendente foi seu primo, o infante D. Luís de Portugal, filho da rainha D. Maria II e do rei Fernando II. Porém a ideia não foi bem-aceita no Brasil, um casamento de uma princesa brasileira com um príncipe português. Quarenta anos depois da independência ainda havia uma reação negativa a qualquer ideia de se aproximar as duas Coroas.
Enquanto o projeto de um casamento com o infante D. Luís era enterrado, outros surgiram. Havia entendimentos para o casamento do filho mais velho dos Condes d'Áquila, o príncipe Luís das Duas Sicílias, com a princesa imperial. D. Luís era filho de uma princesa brasileira, portanto um candidato natural, uma vez que se adequava perfeitamente às tendências e aos sentimentos exclusivos dos brasileiros. Mas D. Pedro II não pensava em juntar o primogênito da ex-princesa imperial, D. Januária, com nenhuma das duas filhas. Os boatos eram frequentes. A visita do arquiduque Maximiliano, irmão do imperador Francisco José da Áustria e primo de primeiro grau de D. Pedro II, ao Brasil despertou na Europa a falsa notícia de que esse vinha pedir a mão de uma das princesas ao irmão mais novo, Luís Vítor. O que não aconteceu. Além de várias outras ideias, uma se formou e tomou corpo. D. Isabel havia se interessado pelo primogênito dos príncipes de Joinville, o príncipe Pedro, Duque de Penthièvre. As cartas da tia, fotos trocadas, poderiam ter levado os olhos da herdeira em direção ao primo. Na consulta feita à D. Francisca, tanto ela quanto o marido aprovaram o projeto, mas o primo de D. Isabel descartou a hipótese. O duque de Penthièvre não queria deixar de ser um príncipe francês para se tornar marido da herdeira do trono brasileiro. Após a carta enviada por Joinville, em dezembro de 1863, em que informava ao cunhado que o filho não desejava o casamento, D. Francisca escreveu se lamentando ao irmão em 7 de janeiro de 1864: “Ele é muito francês e nunca poderia renunciar ao seu país. A coragem dessa decisão custou-lhe muitíssimo e com a mesma firmeza que tem de caráter, respondeu-me bem francamente.” A decisão do filho deixou a princesa entristecida, como ela afirma: “Esta decisão de Pedro magoa-me muito meu coração de brasileira […] entendo que o meu caro país não perderia nada em ter um príncipe como o Pedro, e meu filho – o que seria muito doce para o meu coração de mãe e de verdadeira brasileira”.
D. Amélia, em Portugal, inconsolável, tentava de qualquer maneira colocar Penthièvre como marido de uma das netas. Se D. Pedro não desistiria da França então que se casasse com D. Leopoldina. D. Pedro II não aprovou porque D. Isabel era quem havia se interessado por ele, D. Amélia ainda insistiu: “Perdão, meu caro filho, mas neste caso não posso concordar com tua maneira de ver. Se Isabel tivesse conhecido Pedro, se tivesse por ele alguma inclinação, eu conviria que desejasses evitar-lhe o desgosto de vê-lo tornar-se marido da outra. Mas não se trata de sentimento desse gênero. Tendo Isabel ouvido fazer o elogio do primeiro, veio-lhe a ideia de desposá-lo. Mas uma vez que ela se case com outro príncipe, não vejo o menor inconveniente que Leopoldina se case com Pedro”. Joinville, escrevendo uma longa carta sobre a decisão do filho ao cunhado, elencou diversos outros príncipes europeus que poderiam ser boas escolhas para marido das princesas brasileiras. Veio daí a sugestão de dois nomes que aos poucos foram tomando cada vez mais corpo. Ambos eram sobrinhos de Joinville: “Existe um príncipe Augusto, segundo filho da minha irmã Clementina, muito bom rapaz. É bem constituído, muito forte, belo rapaz, inteligente, falando todas as línguas. Foi muito bem-educado. No momento serve à marinha austríaca; é vivo, barulhento, mas bom menino. É católico e fez 18 anos há pouco”. Além de outros príncipes sobre os quais comenta, deixa para o final os dois filhos do seu irmão, o Duque de Némours: “[…] um de 21, outro de 19 anos. O mais velho é grande, forte, muito instruído, mas um pouco surdo. Fez brilhantemente a guerra no Marrocos”. Tratava-se do Conde d'Eu. D. Amélia, em Portugal, e o príncipe de Joinville, na França, foram colocando por terra diversos outros nomes, como o do irmão mais novo do conde d'Eu, o Duque de Alençon “um pouco preguiçoso”. O casamento do Conde de Flandres com D. Leopoldina, segundo D. Amélia, não agradaria ao imperador Napoleão III. Joinville comentou com o cunhado que Flandres não queria casar e desconfiava que ele mantinha uma relação secreta. Inicialmente Joinville imaginou Luís Augusto para Isabel e Gastão, Conde d'Eu, para Leopoldina. Isso contrariou o irmão, o Duque de Némours, que não desejava ver escapar a ideia de ter seu filho casado com a herdeira de um trono. D. Amélia ainda cogitou seu sobrinho, Nicolau. Mas D. Pedro II já havia resolvido a vinda ao Brasil dos dois primos: Gastão, Conde d'Eu, e Luís Augusto, Duque de Saxe. Chegados ao Brasil, Gastão e Luís Augusto foram recepcionados pela Família Imperial. A primeira impressão de ambos foi favorável ao imperador e à imperatriz. Gastão achou-os extremamente amáveis e bons, mas achou que o imperador tinha um olhar bastante sério. Os dois primos em cartas para suas famílias foram unânimes em achar as duas princesas feias. Mas tratava-se de um negócio. Luís Augusto, apesar da fortuna familiar, era o segundo filho, não podia esperar casamentos grandiosos, e Gastão, filho mais velho do empobrecido duque de Némours, faria um ótimo casamento com qualquer uma das duas princesas. O general Dumas, representante da família que acompanhava os dois príncipes ao Brasil, em audiência com o imperador, foi informado por este que se desejava Gastão para marido de Isabel e Luís Augusto para Leopoldina. Luís Augusto não gostou inicialmente da ideia de não se casar com a herdeira, porém acabou aceitando.

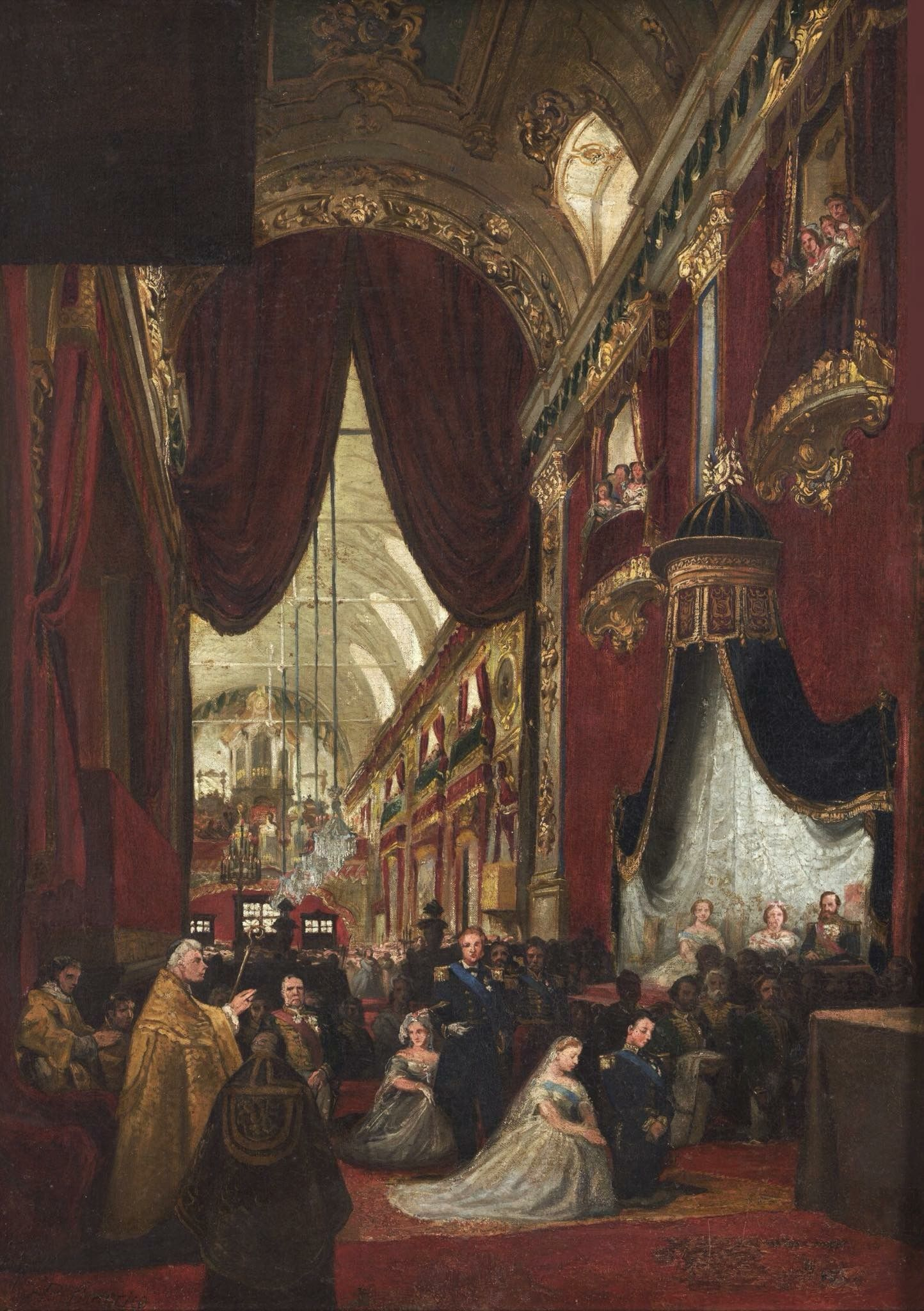
Casamento de Dona Isabel com o Conde d'Eu, na Capela Imperial. Pintura de Pedro Américo.

Gastão e Isabel se casaram em 15 de outubro na Capela Imperial do Rio de Janeiro por D. Romualdo Antônio de Seixas, o Arcebispo da Bahia. Apesar do príncipe ter encorajado sua esposa a ler bastante, enquanto o imperador a levou para algumas visitas e compromissos oficiais, sua perspectiva permaneceu de estreita domesticidade. Ela levava uma vida típica das mulheres aristocráticas de sua época. Isabel e Gastão viajaram pela Europa durante os primeiros seis meses de 1865. Os dois viajaram como civis já que o Brasil tinha quebrado relações diplomáticas com o Reino Unido e os parentes do príncipe tinham sido depostos na França, encontrando-se com a rainha Vitória do Reino Unido como visitas pessoais e não como convidados de estado oficiais. Gastão acabou convocado por Pedro para lutar na Guerra do Paraguai pouco depois do casal retornar ao Brasil, deixando Isabel sozinha no Rio de Janeiro. Gastão e Isabel novamente viajaram pela Europa após o fim da guerra em 1870. Eles estavam em Viena, Áustria-Hungria, no começo de 1871 quando Leopoldina adoeceu e morreu em Coburgo, Saxe-Coburgo-Gota, deixando Isabel como a única filha ainda viva de seus pais.

## Regências

### Primeira

Juramento da Princesa Isabel como regente, no Senado Imperial. Pintura de Victor Meirelles, cerca de 1875. Acervo do Museu Imperial.

Isabel e Gastão voltaram para o Brasil em 1 de maio de 1871, apenas três semanas antes de Pedro e Teresa Cristina embarcarem em sua própria viagem pela Europa. A princesa foi nomeada regente com poderes totais para governar o país na ausência do imperador, porém era esperando que José Maria da Silva Paranhos, Visconde do Rio Branco e Presidente do Conselho de Ministros, fosse quem realmente cuidasse do governo e mantivesse o verdadeiro poder. Após a abolição da escravidão nos Estados Unidos, Pedro estava comprometido com um gradual programa de libertação; algo que sua filha também apoiava bastante. Em 27 de setembro, enquanto o imperador ainda estava no exterior, Isabel sancionou um novo ato antiescravidão aprovado pela Câmara dos Deputados. A Lei do Ventre Livre, como foi chamada, alforriava todas as crianças nascidas de escravos após essa data. Pedro voltou em março de 1872 e a princesa novamente foi excluída dos assuntos de governo, retornando para a vida privada.
Isabel sempre quis muito ter filhos durante seus primeiros anos de casada, porém demorou seis anos para sua primeira gravidez e ela acabou terminando em aborto em outubro de 1872. Isabel estava preocupada com a possibilidade de ser incapaz de conceber filhos e, durante uma nova viagem pela Europa em 1873, a princesa se consultou com um médico especialista e visitou o santuário de Lourdes na França. Isabel engravidou novamente em dezembro. Apesar de seus pedidos para permanecer na Europa até depois do nascimento, Pedro insistiu que ela retornasse ao Brasil para que a criança, que talvez um dia herdasse o trono, pudesse nascer em território nacional. Eles chegaram ao Rio de Janeiro em junho de 1874 e no mês seguinte ela passou por um trabalho de parto de cinquenta horas que terminou com a morte do bebê ainda em seu útero. Sua fé católica lhe proporcionou consolo, porém sua associação com o ultramontanismo, que enfatizava a autoridade da Igreja sobre o governo, atraiu críticas por parte daqueles que defendiam que a Igreja deveria deferir para as autoridades temporais.
A princesa permaneceu preocupada durante toda sua terceira gravidez em 1875, temendo que ela novamente terminasse em fracasso. Um médico e uma parteira franceses foram chamados para o nascimento, para o desalento dos médicos brasileiros cujo orgulho foi ferido pelo uso de estrangeiros. Após um trabalho de parto de treze horas, auxiliando ainda por um fórceps, Isabel finalmente teve um filho em 15 de outubro que foi batizado de príncipe D. Pedro de Alcântara em homenagem ao imperador. Possivelmente como resultado do difícil parto, a criança nasceu com o braço esquerdo desabilitado.

### Segunda

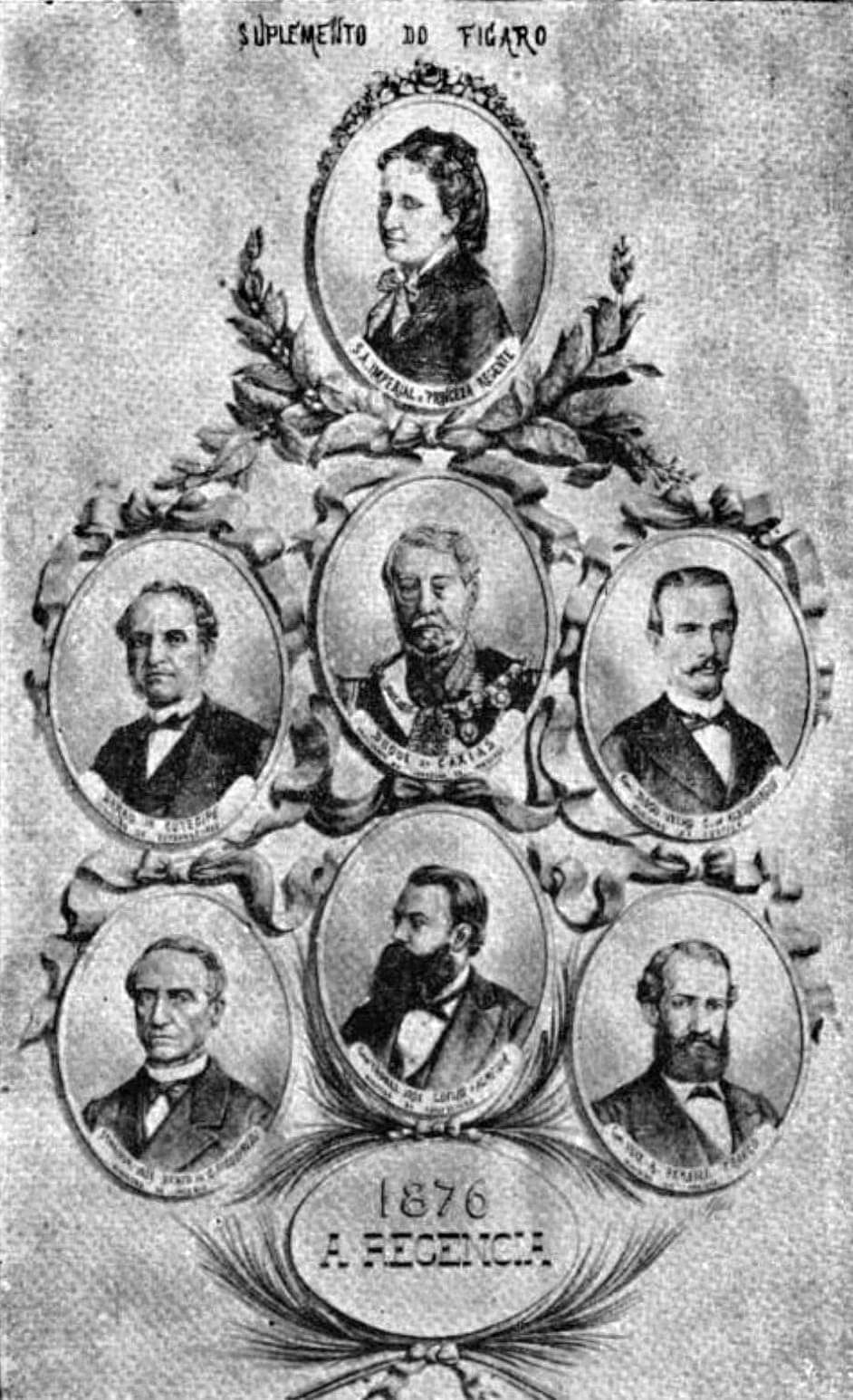
Imagem da segunda regência com membros do 3º Gabinete Caxias, em 1876.

Pedro embarcou em março de 1876 para uma nova viagem desta vez para a América do Norte, Europa e Oriente Médio, com Isabel novamente ficando como regente. As eleições no final do ano mantiveram o gabinete governamental liderado por Luís Alves de Lima e Silva, Duque de Caxias, porém fraudes e violência durante a campanha danificaram a imagem do gabinete e da princesa. Sua popularidade também sofreu da contínua tensão entre a Igreja e o Estado. Para piorar seu estresse, ela sofreu um novo aborto em 11 de setembro e ficou muito enfraquecida pela perda de sangue. Ao mesmo tempo, Gastão adoeceu com bronquite e ele acabou ficando de cama por três semanas. O casal decidiu sair da vida pública, como o próprio conde explicou: "Quando a princesa não é mais vista todos os dias nas ruas do Rio, ela é esquecida por um tempo e há menos tentações para denunciar cada um de seus atos e decisões para o público descontente". Entretanto, a reclusão dos dois os isolaram e impediram que influenciassem a opinião pública. Isabel precisou inclusive permanecer mais em casa pois estava passando por outra gravidez difícil. Em meados de 1877, houve uma grande seca no Ceará e Isabel atuou tanto no governo quanto na sociedade para enviar ajuda para a região.
O imperador voltou para o Brasil em setembro de 1877 e evitou falar com a filha, distanciando-se das ações do governo durante a regência ao declarar que por toda sua viagem ele não tinha enviado "um único telegrama sobre os assuntos do país" para qualquer ministro ou Isabel. A princesa retirou-se para sua propriedade em Petrópolis, onde no final de janeiro do ano seguinte ela deu à luz seu segundo filho, príncipe D. Luís. Três meses depois a família novamente deixou o Brasil para ficarem um tempo na Europa, onde Pedro de Alcântara receberia tratamento para seu braço. Eles permaneceram por lá durante três anos e meio, e nesse tempo Isabel evitou política e não demonstrou nenhum interesse em assuntos contemporâneos. O tratamento do filho mostrou-se inútil e o casal fez planos para retornar ao Brasil após o nascimento de seu terceiro filho, príncipe D. Antônio, em agosto de 1881. A família chegou em dezembro.

### Terceira

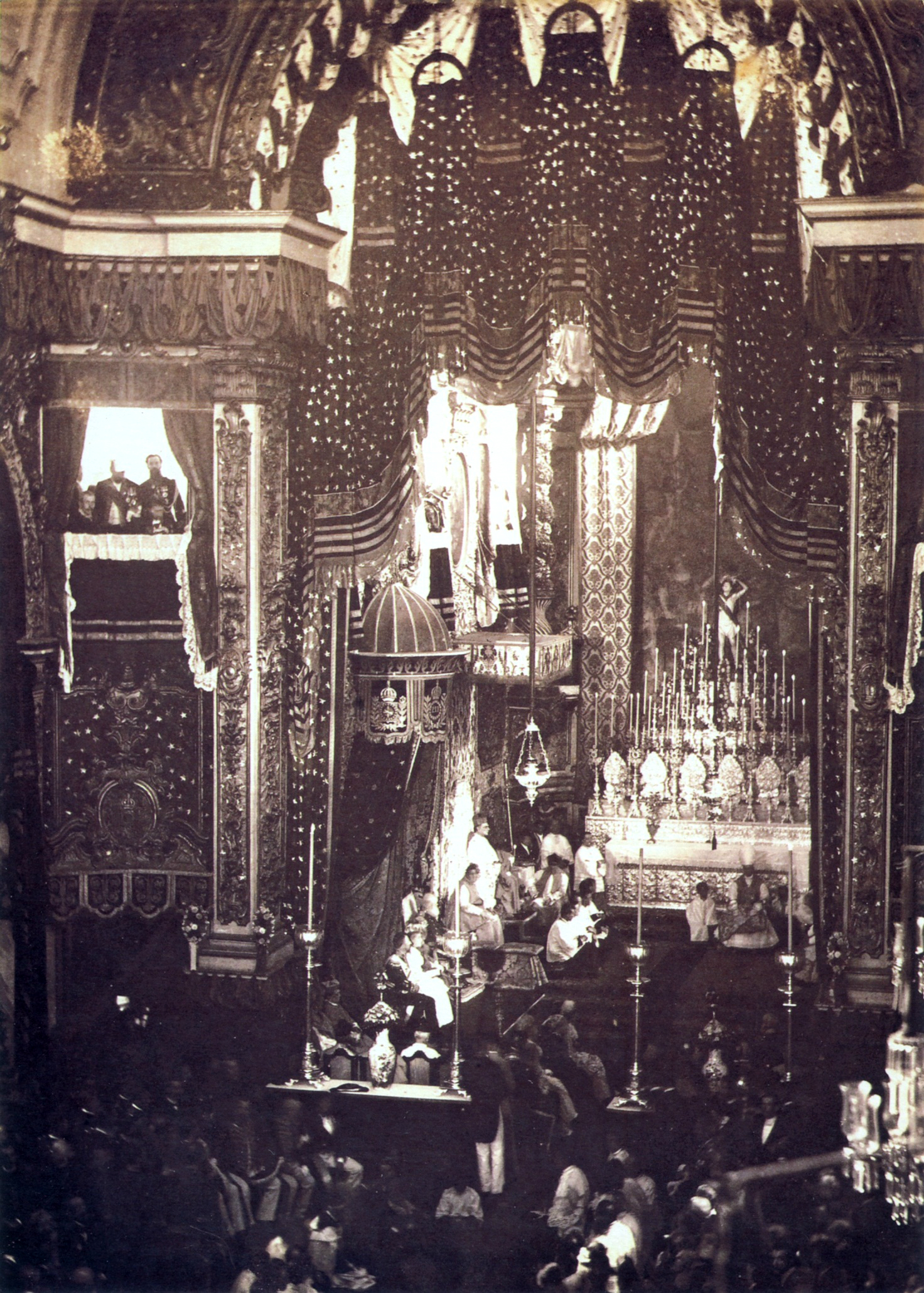
Cerimônia de aclamação de Isabel como regente em 1887 na Igreja de Nossa Senhora do Carmo.

Isabel viajou pelo sul e sudeste do Brasil junto com Gastão entre novembro de 1884 e março de 1885, sendo muito bem recebidos pela população local. Em janeiro de 1887 eles partiram para outra ida até a Europa, porém a viagem precisou ser interrompida porque Pedro tinha adoecido e sua saúde estava cada vez mais fraca, com Isabel e Gastão chegando no início de junho. Os médicos do imperador aconselharam uma viagem pela Europa como tratamento, fazendo com que ele partisse em 30 de junho em meio a grandes saudações da população, deixando a princesa pela terceira vez como regente do império.
O abolicionismo no Brasil havia crescido bastante em força, porém o governo de João Maurício Wanderley, Barão de Cotegipe, tentou retardar o ritmo das reformas. Isabel, em suas próprias palavras, tornou-se "mais do que convencida de que alguma ação precisa ser feita" para expandir o programa de emancipação, pressionando Cotegipe sem sucesso para que ele libertasse mais escravos. Ao mesmo tempo, a insubordinação militar havia crescido dentro do Exército Brasileiro. No começo de 1888 um oficial militar foi preso pela polícia por causar perturbação na rua, fazendo com que vários outros oficiais incluindo o marechal Deodoro da Fonseca se revoltassem com o ocorrido e pressionassem o governo. Cotegipe manteve-se firme contra os militares e Isabel aproveitou a situação para dispensar todo o gabinete e nomear o abolicionista João Alfredo Correia de Oliveira como o novo Presidente do Conselho de Ministros. Apesar de ter ganho um gabinete favorável ao fim da escravidão, as ações da princesa abriram caminho para demandas mais audaciosas e maiores indisciplinações por parte dos militares.
A Lei Áurea nasceu de um projeto de lei apresentado, por Rodrigo Augusto da Silva, ministro da agricultura do Gabinete João Alfredo, à Câmara Geral, atual Câmara dos Deputados, em 8 de maio de 1888. Esse projeto de lei, segundo publicações do Senado Imperial, era de autoria do próprio ministro da Agricultura.[carece de fontes?] Outras fontes mencionam o Conselheiro Antônio da Silva Prado, (ministro da agricultura do Gabinete João Alfredo e que se afastara do cargo por motivo de saúde, passando a pasta da agricultura para Rodrigo Augusto da Silva), Ferreira Viana e o presidente do Conselho de Ministros João Alfredo Correia de Oliveira como colaboradores ou redatores da lei. Todos tiveram parte importante na elaboração do projeto de lei de abolição da escravatura, juntamente com Isabel, que também tinha uma grande relação com abolicionistas negros como o engenheiro André Rebouças e o jornalista José do Patrocínio, considerado o pai do movimento negro, que criou uma guarda para a proteção da princesa, a Guarda Negra da Redentora.

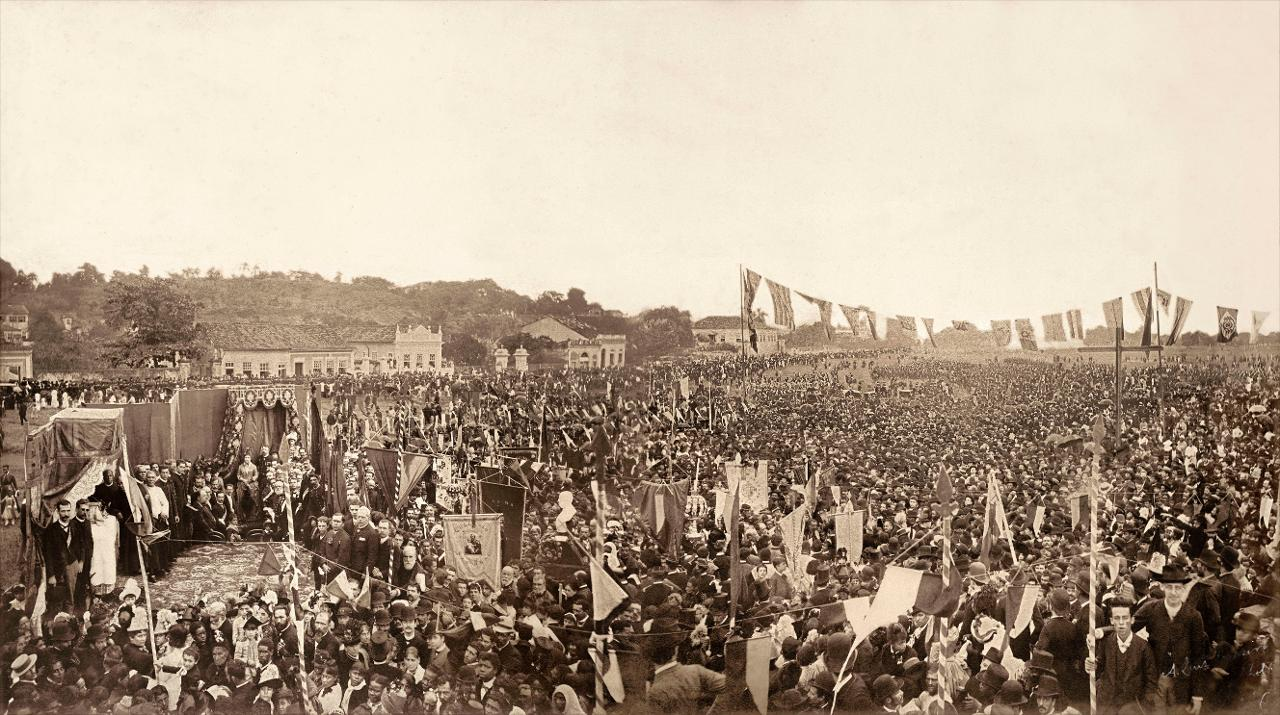
Grande missa campal celebrada em ação de graças pela Abolição da Escravatura no Brasil, em 1888, no Campo de São Cristóvão. A Princesa Isabel e Conde D'Eu, estão no canto esquerdo, sob uma tenda imperial.

O projeto foi apresentado no Parlamento pelo então Ministro da Agricultura e interino das Relações Exteriores, Rodrigo Augusto da Silva, em 8 de maio de 1888, e segundo o Ministro: de ordem, de sua Alteza a Princesa Imperial. Uma longa discussão ocorreu no parlamento no dia 9 de maio de 1888. Rodrigo Augusto da Silva recebeu fortes ataques dos deputados Pedro Luiz, Andrade Figueira, Bezamat e Alfredo Chaves. O projeto de lei foi debatido, votado e aprovado, na Câmara Geral, em tempo recorde: em apenas duas seções, nos dias 9 e 10 de maio de 1888.
Rodrigo Augusto da Silva contou com a ajuda do deputado geral Joaquim Nabuco, grande abolicionista, no debate com os deputados escravocratas. A oposição escravagista não teve sucesso. O projeto de lei que abolia a escravidão negra no Brasil, foi aprovado com expressiva votação favorável na Câmara Geral. Entre os deputados que aprovaram a Lei Áurea estavam os futuros presidentes da república: Rodrigues Alves e Afonso Pena.
O barão de Cotejipe foi o único que votou contra a Lei Áurea, no Senado do Império. E no dia 13 de maio, após ser aprovado no Senado, antigo Palácio do Conde dos Arcos, a princesa Isabel assinou a lei n° 3 353, que abolia a escravidão em todo território do Império do Brasil, além de algumas províncias como o Ceará, o Amazonas e o Rio Grande do Norte, onde já era abolida, graças a figuras como Dragão do Mar. Devido a sua importância ficaria conhecida como Lei Áurea, e a princesa como A Redentora.

## Últimos anos

### Golpe de Estado

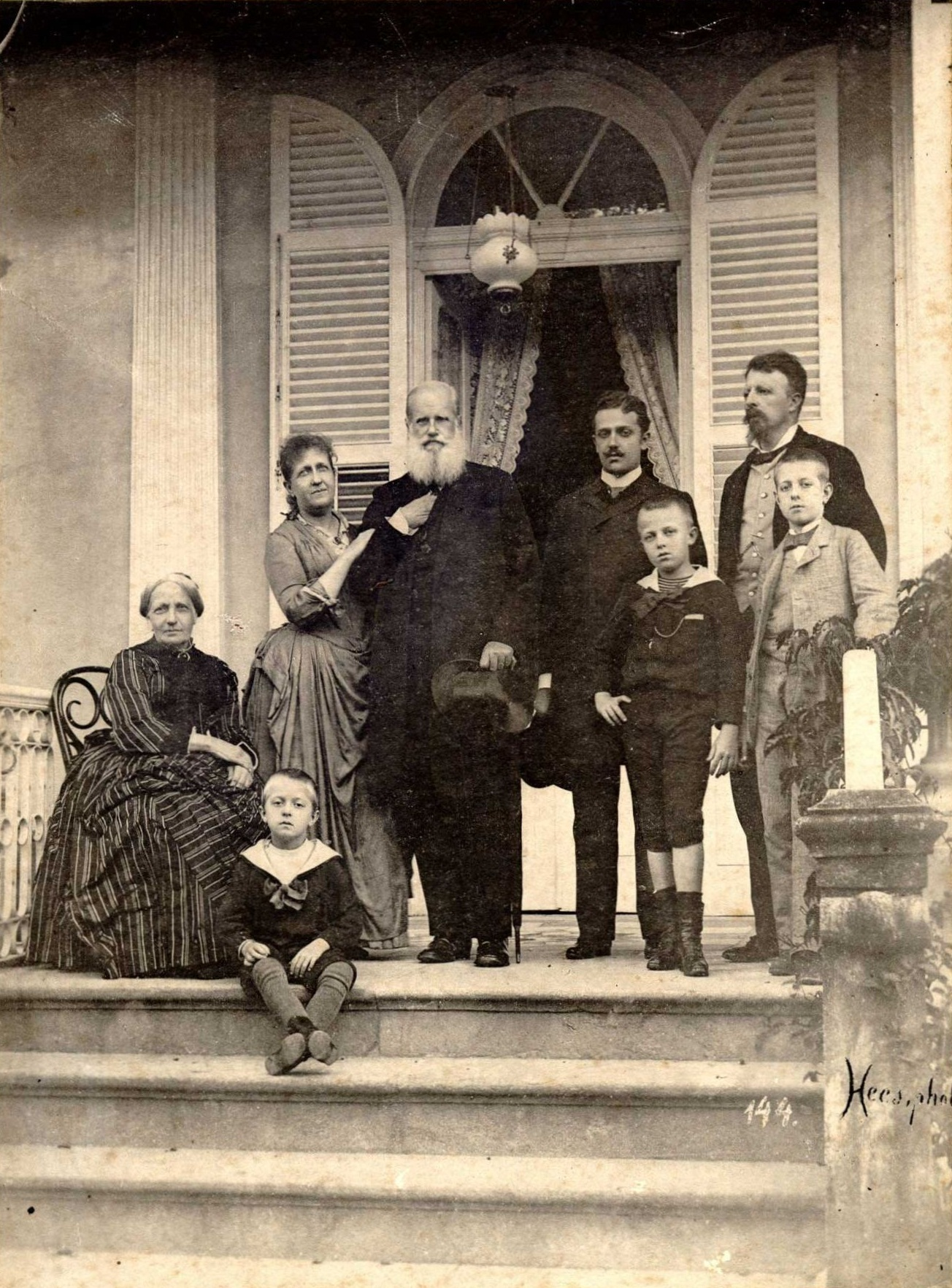
A última foto da família imperial no trono, 1889. Da esquerda para a direita: Teresa Cristina, Antônio, Isabel, Pedro II, Pedro Augusto, Luís, Gastão e Pedro de Alcântara. Foi tirada na varanda da Casa da Princesa Isabel, em Petrópolis.

Para o alívio de Isabel, Pedro retornou de sua viagem em agosto de 1888 e sua regência se encerrou. O imperador foi recebido com uma enorme demonstração de afeição e entusiasmo popular, sem precedentes em seu reinado até então. Gastão escreveu que: "A avidez e o entusiasmo do público pelo imperador foram imensos [...] Mas é uma homenagem inteiramente pessoal; porque, como eu acho que já escrevi, o credo republicano fez, desde a partida dele no ano passado, enormes avanços que impressionam a todos; [...] nunca, nos últimos 40 anos, a situação da monarquia brasileira pareceu mais abalada do que atualmente".
Pedro estava com a saúde fraca e Isabel voltou para a vida particular, assim nenhum esforço foi feito para capitalizar a popularidade pública criada com o fim da escravidão e o retorno do imperador. A monarquia tinha perdido o apoio dos fazendeiros de café donos de escravos, que mantinham grandes poderes econômicos, sociais e políticos. Além disso, vários oficiais militares descontentes começaram a abertamente conspirar contra o governo por acreditarem que estavam sofrendo uma espécie de "assédio" nas mãos da monarquia. A emergente facção republicana começou a atrair ambos os grupos; o historiador Roderick J. Barman escreveu que: "Tradicionalistas em essência, eles consideravam a ação da regente uma traição repulsiva a sua longa lealdade [...] O republicanismo para esse grupo era menos uma crença do que uma arma". Apesar de tudo isso, a vasta maioria do povo brasileiro ainda apoiava a continuação do sistema imperial e não tinham nenhuma atração pelo republicanismo.
Internamente na família imperial, Pedro há muito estava cansado de sua posição de imperador e sonhava em poder deixar tudo para trás e viver na Europa, porém continuava realizando suas funções por senso de dever. Ele também aboliu várias cerimônias e rituais relacionadas com a monarquia. O excessivo zelo religioso de Isabel era visto com desconfiança, além de ser amplamente presumido que Gastão é quem manteria o poder e não ela quando se tornasse imperatriz. O príncipe por sua vez também não tinha interesse em política e estava mais isolado por causa de uma surdez cada vez maior, sendo também impopular devido ao seu nascimento estrangeiro. A posição de Isabel foi minada ainda mais por seu sobrinho o príncipe Pedro Augusto de Saxe-Coburgo-Gota, que tentava maquinar nos bastidores para tornar-se o herdeiro do imperador.
Um grande número de oficiais do exército encontrou-se em 9 de novembro de 1889 e planejou um golpe de estado. O marechal Deodoro da Fonseca assumiu o comando de seiscentos homens no dia 14 e tomou o quartel general do exército, exigindo a substituição do gabinete liderado por Afonso Celso de Assis Figueiredo, Visconde de Ouro Preto. No dia seguinte, 15 de novembro de 1889, Deodoro proclamou a república e depôs Pedro em um golpe de estado republicano. O imperador recusou quaisquer sugestões dadas por políticos e líderes militares leais para subjugar a rebelião, simplesmente comentando que "Se assim é, será minha aposentadoria. Trabalhei demais e estou cansado. Agora vou descansar". Pelos dois dias seguintes a família imperial ficou confinada ao Paço Imperial no Rio de Janeiro, onde receberam a notícia de que tinham sido banidos do Brasil. Na madrugada de 17 de novembro a família embarcou no navio Alagoas e partiu para Portugal. Algum tempo depois de ser exilada, Isabel publicou uma declaração que dizia:
| “ | É com o coração despedaçado pela tristeza que me despeço dos meus amigos, de todos os Brasileiros, e do país que eu amei e amo muito, e da felicidade que eu tenho lutado para contribuir e pela qual eu vou continuar a manter as mais ardentes esperanças. | ” |

Um evento inusitado, de certo modo ligado à princesa Isabel, decorreu no mesmo dia em que a família imperial partiu para o exílio: trata-se do Massacre de 17 de novembro, onde ex-escravos monarquistas do Maranhão, denominados "cidadãos do 13 de maio" e temendo pela segurança da princesa, protestaram contra a Proclamação da República. Diante do temor de um suposto retorno à escravidão, enfrentaram tropas republicanas. Segundo o levantamento do doutor em sociologia pela USP, Matheus Gato, quatro ex-escravos foram mortos e há o registro de pelo menos uma dezena de feridos.

### Exílio

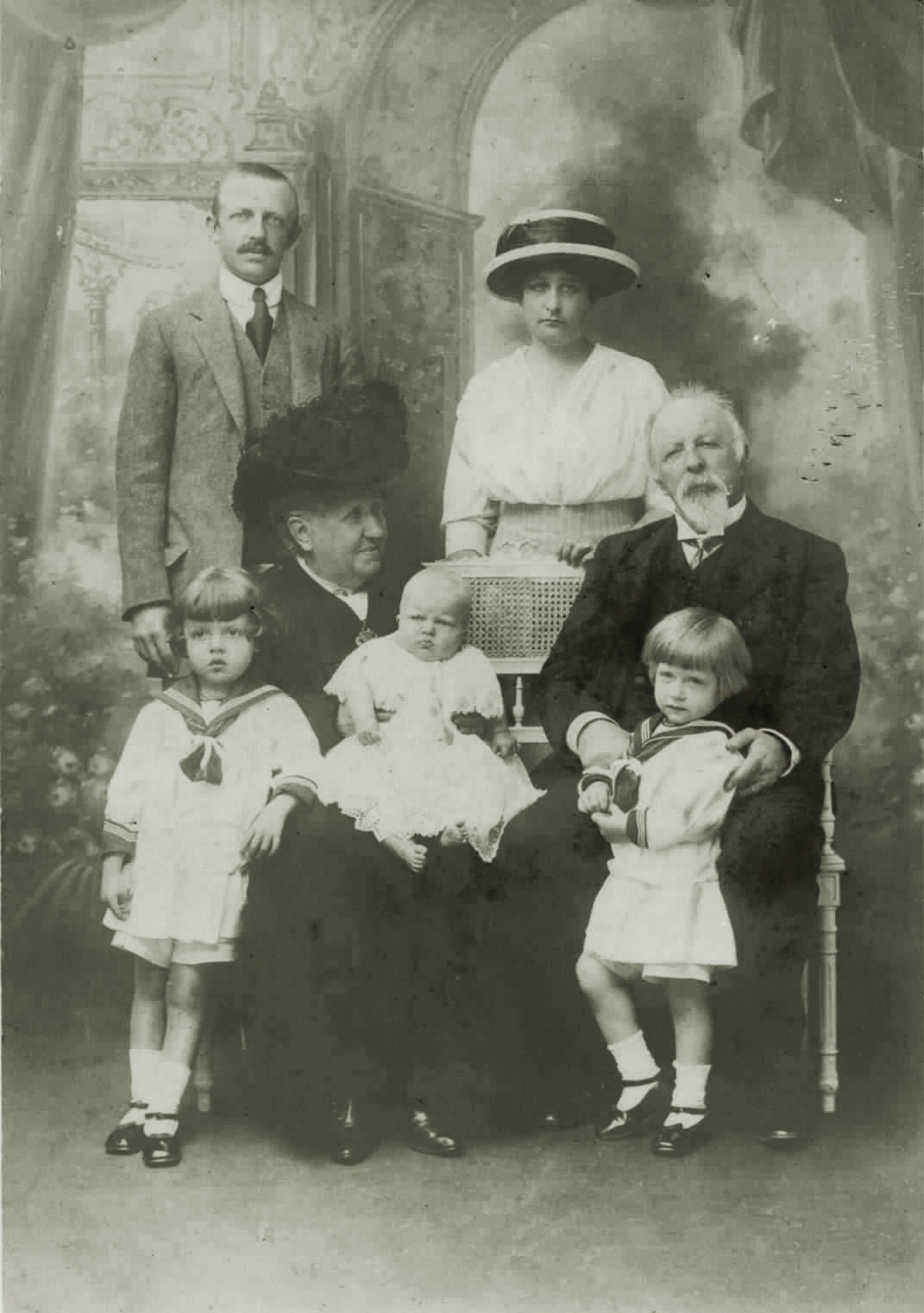
Isabel e Gastão junto com seus netos, seu filho Luís e a esposa deste Maria Pia em 1913

A família imperial chegou em Lisboa em 7 de dezembro de 1889. Teresa Cristina estava doente desde a deposição e morreu três semanas depois no Porto, enquanto Isabel e sua família estavam no sul da Espanha. A princesa voltou para Portugal e desmaiou durante o funeral de sua mãe. Mais más notícias chegaram do Brasil dizendo que o novo governo republicano havia abolido as pensões da família imperial, sua única fonte de renda substancial, e oficialmente banido todos os seus membros para sempre do território brasileiro. Eles receberam um grande empréstimo de um banqueiro português no caminho de volta do enterro de Teresa Cristina e se mudaram para o Hotel Beau Séjour em Cannes, França.
Isabel e Gastão acabaram se mudando no ano seguinte para uma vila particular, que era bem mais barata que o hotel, porém Pedro havia se recusado a acompanhá-los e permaneceu em Cannes. O príncipe Francisco, tio de Gastão, concedeu ao sobrinho e sua esposa uma mesada mensal. Em setembro eles foram para uma vila perto de Versalhes e seus filhos entraram em escolas parisienses. Pedro morreu em dezembro de 1891, com Isabel sendo reconhecida pelos monarquistas como a imperatriz, enquanto suas propriedades no Brasil foram vendidas e o dinheiro usado para pagar as dívidas do imperador na Europa. Isabel e Gastão compraram uma vila em Bolonha-Billancourt, onde passaram a viver uma vida quieta. As tentativas dos monarquistas de restaurar o regime imperial foram mal sucedidas, com Isabel nunca dando apoio completo. Ela achava que ações militares eram imprudentes e indesejáveis, corretamente prevendo que todas provavelmente fracassariam.
O pai do Conde d'Eu morreu em 1896 e a herança que Gastão recebeu permitiu que ele e Isabel tivessem uma estabilidade financeira. Seus três filhos entraram em uma escola militar de Viena, enquanto a princesa continuou com seus trabalhos de caridade relacionados à Igreja Católica. Gastão comprou o Castelo d'Eu na Normandia, antiga casa de seu avô o rei Luís Filipe I da França, com o casal mobiliando o lugar usando itens recebidos do Brasil no começo da década.
Pedro de Alcântara queria se casar com a condessa Elisabeth Dobržensky de Dobrženicz, porém Isabel se opôs a esse casamento. Na época, as leis das famílias reinantes eram restritas e formais. O herdeiro de um trono só podia se casar com uma princesa de sangue real. Nessa altura o Conde d'Eu, tentava restaurar seus direitos ao trono da França, renunciado por este quando se casou com Isabel. O Duque de Orleães concordou com as propostas apresentadas pelo conde d'Eu, porém, um de seus filhos renunciaria aos direitos ao trono do Brasil, evitando que príncipes brasileiros viessem a ocupar a Chefia da Casa Real francesa. Supunha-se que Luís, segundo filho, apresentaria sua renúncia aos direitos brasileiros, mas como este se negou a fazê-lo, o Conde d'Eu acabou por propô-la ao primogênito em troca da obtenção da licença para casar com a condessa Elisabeth de Dobrzenicz. O segundo filho Luís, depois de várias viagens pelo mundo, uma delas ao Brasil, mas foi proibido de desembarcar pelas autoridades, se casou com a princesa Maria Pia das Duas Sicílias e Pedro de Alcântara renunciou seus direitos ao trono brasileiro em favor de seu irmão. Luís e Antônio lutaram durante a Primeira Guerra Mundial pelo Exército Britânico, já que como também membros da família real francesa eles estavam proibidos de servirem no Exército Terrestre Francês. Luís foi considerado inválido para o serviço ativo em 1915 enquanto Antônio morreu de ferimentos causados por um acidente aéreo pouco depois do armistício. Isabel escreveu a Gastão afirmando que tinha "perdido a cabeça" pela dor, "porém o Bom Senhor a restaurou". Luís acabou morrendo no começo de 1920 após uma longa doença.
A saúde da princesa começou a deteriorar e em 1921 ela mal conseguia andar. Ainda em 1920 o governo republicano brasileiro do presidente Epitácio Pessoa suspendeu o banimento da família imperial, porém Isabel estava doente demais para viajar. Dessa forma, Gastão e Pedro de Alcântara voltaram para o Brasil no começo de 1921 para o reenterro do imperador e da imperatriz em Petrópolis. Isabel acabou morrendo aos 75 anos de idade em 14 de novembro de 1921, um dia antes do aniversário de 32 anos da república brasileira, sendo inicialmente enterrada no Mausoléu dos Orléans em Dreux, França. Gastão morreu no ano seguinte no Oceano Atlântico enquanto estava em viagem ao Brasil para as celebrações do centenário da independência, sendo enterrado junto da esposa. Os restos do casal foram repatriados para o Brasil em 1953 e reenterrados em 1971 na Catedral de São Pedro de Alcântara em Petrópolis ao lado de D. Pedro II e de Teresa Cristina.

## Legado
De acordo com o historiador Roderick J. Barman: "na visão da posteridade, [Isabel] agiu decisivamente apenas uma vez em uma única questão: a imediata abolição da escravidão". De fato, é por essa realização, e exclusivamente por ela, que a princesa é amplamente lembrada pelo povo brasileiro. Como Barman também explicou, paradoxalmente este "exercício principal do poder pela qual a posteridade só se lembra dela [...] contribuiu para sua exclusão da vida pública". A própria Isabel escreveu um dia após o golpe de estado republicano: "se a abolição é a causa disto, eu não me arrependo; eu considero valer a pena perder o trono por ela".

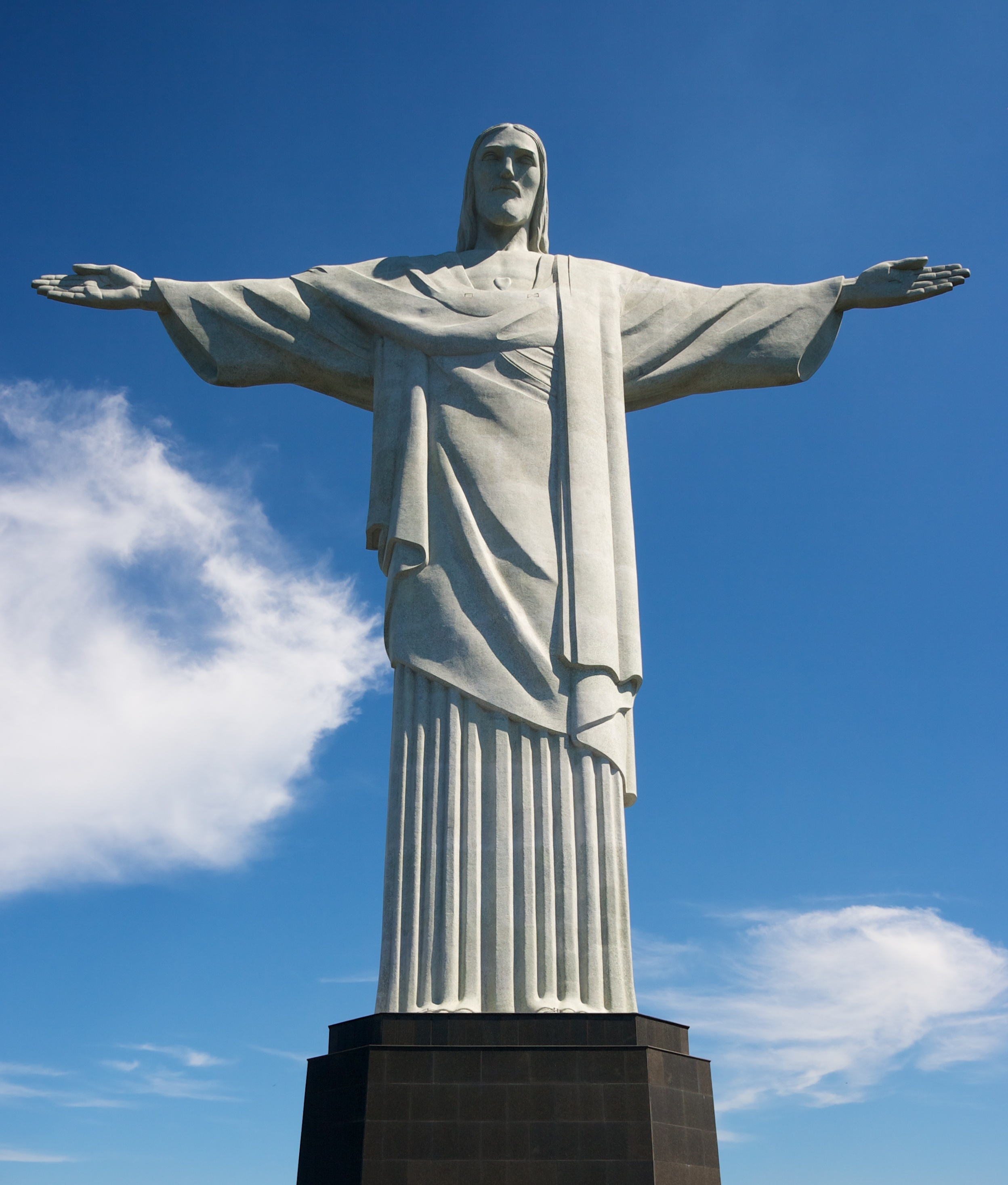
Cristo Redentor, no morro do Corcovado, cartão-postal brasileiro, foi construído por indicação da princesa Isabel, quando foi cogitada como a homenageada.

Isabel nunca se imaginou assumindo a posição de monarca do Brasil. Ela aparentava estar feliz em apoiar a posição de seu pai e nunca realizou esforços para contrariá-lo ou competir com ele. Suas visões também não atraiam políticos insatisfeitos, e assim nenhum movimento independente se formou ao seu redor.
A princesa "estava satisfeita com a vida de uma dama aristocrática, dedicada à família, religião, obras de caridade, teatro, ópera, pintura e música". Essas atitudes e posturas de Isabel já foram apontadas como um dos motivos que ajudariam a danificar a base da monarquia brasileira, aliado ainda ao fato do próprio Pedro considerar como antiética a ideia de uma imperatriz e o estabelecimento político da época ter sérias reservas sobre aceitar uma governante mulher, ainda mais uma como a princesa.

## Beatificação
Em 2013, o Arcebispo do Rio de Janeiro, autoridade máxima da região recebeu oficialmente um pedido de abertura para o processo de beatificação da princesa. Os que defendem a beatificação usam em seus argumentos o fato de Isabel ter tido um papel fundamental na abolição da escravatura sancionando a Lei Áurea, ter virtudes reconhecidas por diversos países e também por ter recebido a Rosa de Ouro do Vaticano. A solicitação de beatificação da princesa foi apresentada à Igreja pelo jornalista Hermes Rodrigues Nery.

## Títulos e honras

### Títulos e estilos
- 29 de julho de 1846 – 11 de junho de 1847: "Sua Alteza a Princesa Dona Isabel do Brasil"
- 11 de junho de 1847 – 19 de julho de 1848: "Sua Alteza Imperial a Princesa Imperial"
- 19 de julho de 1848 – 9 de janeiro de 1850: "Sua Alteza a Princesa Dona Isabel do Brasil"
- 9 de janeiro de 1850 – 14 de novembro de 1921: "Sua Alteza Imperial, a Princesa Imperial"
  - 15 de outubro de 1864 – 14 de novembro de 1921: assinava cartas pessoais como "Isabel, Condessa d'Eu"

### Honras
Brasileiras:
- Comendadora-Mor da Imperial Ordem de Nosso Senhor Jesus Cristo;[159]
- Comendadora-Mor da Imperial Ordem de São Bento de Avis;[159]
- Comendadora-Mor da Imperial Ordem de Santiago da Espada;[159]
- Grã-Cruz da Imperial Ordem do Cruzeiro;[159][158]
- Grã-Cruz da Imperial Ordem de Pedro I;[159][158]
- Grã-Cruz e Grande-Dignitária-Mor da Imperial Ordem da Rosa;[159][158]
- Senadora do Brasil (de jure a partir de 1871[160])

Estrangeiras:
- Dama da Ordem da Cruz Estrelada[161]
- Dama da Ordem das Damas Nobres da Rainha Maria Luísa[161]
- Dama da Ordem Real de Santa Isabel[161]
- Grã-Cruz da Imperial Ordem de São Carlos[162]
- Recipiente da Rosa de Ouro[116]

## Descendência

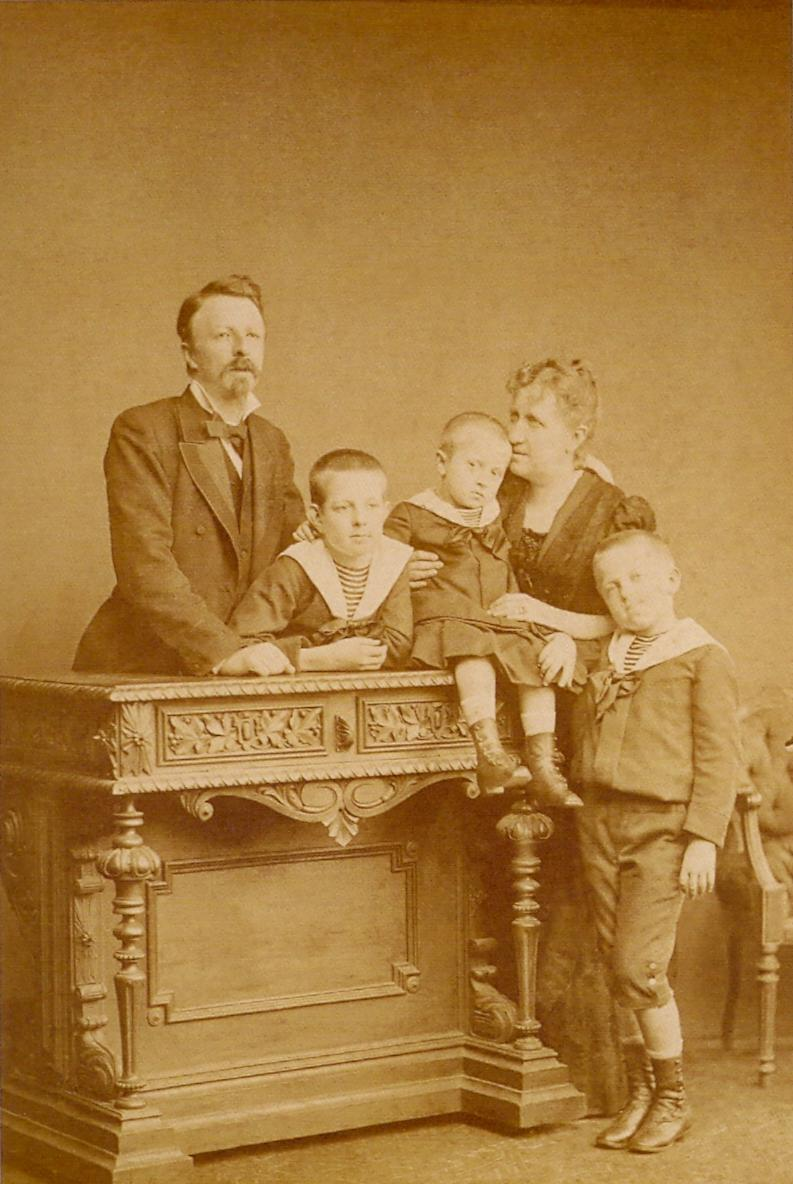
O Conde d'Eu com a Princesa Isabel e os filhos.

| Imagem | Nome               | Nascimento            | Morte                  | Notas                                                                 |
| ------ | ------------------ | --------------------- | ---------------------- | --------------------------------------------------------------------- |
|        | Luísa Vitória      | 28 de julho de 1874   | 28 de julho de 1874    | Natimorta                                                             |
|        | Pedro de Alcântara | 15 de outubro de 1875 | 29 de janeiro de 1940  | Casou-se com Elisabeth Dobrzensky de Dobrzenicz, com descendência     |
|        | Luís               | 26 de janeiro de 1878 | 26 de março de 1920    | Casou-se com a princesa Maria Pia das Duas Sicílias, com descendência |
|        | Antônio            | 9 de agosto de 1881   | 29 de novembro de 1918 | Não se casou                                                          |